# Dystarr
Dystarr (Carex limosa) är ett halvgräs tillhörande starrsläktet som växer på myrar. Det är ett flerårigt, lågväxt halvgräs, cirka 30–40 centimeter högt, som har en krypande jordstam och smala grågröna blad och en axställning med skilda han- och honax.

## Utbredning
I Sverige är dystarr vanlig på myrmarker över hela landet.

## Etymologi
Dystarrens vetenskapliga artepitet limosa kan härledas från det latinska ordet limus som betyder dy eller gyttja och ger en antydan om dystarrens typiska blöta växtplats.